# White Horse
"White Horse" je pjesma američke country kantautorice Taylor Swift. Objavljena je 9. prosinca 2008. godine kao drugi singl s njezinog drugog studijskog albuma Fearless u izdanju diskografske kuće Big Machine Records. 

## O pjesmi
Prema časopisu Country Weeklyju, Swift je počela pisati pjesmu u trenutku kad je počela pisati "Love Story". Nakon što je završila s pisanjem prvog dijela pjesme zvala je svoju prijateljicu Liz Rose kako bi skupa završile s pisanjem pjesme. Swift i Rose su završile s pisanjem pjesme nakon 45 minuta.
Swift je za pjesmu dobila dvije Grammy nagrade, za "Najbolju country skladbu" i "Najbolju žensku vokalnu izvedbu".

## Uspjeh na ljestvicama
"White Horse" je treća pjesma Taylor Swift koja se nije uspjela plasirati na prvoj poziciji ljestvice Hot Country Songs (ostale dvije skladbe su "Teardrops on My Guitar" i "Picture to Burn"), pjesma se plasirala na trećoj poziciji. Dana, 11. ožujka 2009. godine pjesma se plasirala na 13. poziciji ljestvice Billboard Hot 100. Pjesma je dobila platinastu certifikaciju od RIAA-e s prodanih milijun primjeraka u SAD-u.

## Videospot
Videospot za pjesmu "White Horse" snimljen je pod redateljskom palicom Treya Fanjoya.Na početku videa Swift se naginje na zid i plače. Scena se vraća u prošlost i njen dečko (kojeg glumi Stephen Colletti) ju zove preko telefona kako bi je nagovorio da mu da drugu šansu, ali ona se ne javlja.

## Popis pjesama
Digitalno preuzimanje
1. "White Horse" - 3:55

## Ljestvice
| Ljestvice (2008. – 2009.) | Najviša pozicija |
| ------------------------- | ---------------- |
| Australija                | 41               |
| Kanada                    | 43               |
| SAD (Billboard Hot 100)   | 13               |
| SAD (Hot Country Songs)   | 2                |
| SAD (Pop Songs)           | 23               |
| Ujedinjeno Kraljevstvo    | 60               |

## White Horse (Taylor's Version)
11. veljače 2021. godine u emisiji Good Morning America, Swift je izjavila kako će ponovno snimljena verzija pjesme "White Horse", naslovljena "White Horse (Taylor's Version)", biti objavljena 9. travanja 2021. kao  pjesma sa Swiftinog ponovno snimljenog "Fearless" albuma, pod nazivom "Fearless (Taylor's Version)".